# 蝗鹑雀
蝗鹑雀（学名：Paludipasser locustella），是梅花雀科的一种，舊屬鹑雀属，今獨立出來成為獨自一個屬，只有這一個物種。

## 分佈及棲息地
分布于喀麦隆、津巴布韦、加蓬、安哥拉、尼日利亚、马拉维、肯尼亚、坦桑尼亚、赞比亚、刚果民主共和国、博茨瓦纳、刚果和莫桑比克。全球活动范围约为688,000平方千米。该物种的保护状况被评为无危。
蝗鹑雀的栖息地包括亚热带或热带的旱林、亚热带或热带的（低地）季节性湿润草原和湿地。